# Rasa de Vilaginés
La Rasa de Vilaginés és un torrent afluent per l'esquerra de la Riera de Madrona en el tram en què rep el nom de Rasa del Pujol que neix a la capçalera de la vall que hi ha entre el Serrat del Ginebre i el Serrat dels Apòstols

## Municipis per on passa
Des del seu naixement, la Rasa de Vilaginés passa successivament pels següents termes municipals.
|                                                       | Longitud (en m.) | % del recorregut |
| ----------------------------------------------------- | ---------------- | ---------------- |
| Per l'interior del municipi de Castellar de la Ribera | 1.659            | 92,63%           |
| Per l'interior del municipi de Pinell de Solsonès     | 132              | 7,37%            |

## Xarxa hidrogràfica
La seva xarxa hidrogràfica està constituïda per quatre cursos fluvials la longitud total dels quals suma 2.553 m.

### Distribució municipal
El conjunt de la xarxa hidrogràfica transcorre pels següents termes municipals: